# Готуа, Георгий Семёнович
Георгий Семёнович Готуа (1871—1936) — российский военачальник, генерал-майор.

## Биография
Родился 1 января (13 января по новому стилю) 1871 года. Грузин (Гуриец).
Окончил Кутаисскую прогимназию в 1889 году и Тифлисское пехотное юнкерское училище в 1896 году.
В 1902 году служил в 256-м Гунибском резервном батальоне, затем в 8-м Красноводском резервном батальоне. Участник русско-японской войны. В 1909 году — штабс-капитан пехотной резервной бригады.
Участник Первой мировой войны. В звании капитана 8-го Туркестанского стрелкового полка был награждён золотым Георгиевским оружием. В составе русского экспедиционного корпуса воевал на территориях Франции и Германии: в 1916 году воевал во Франции и в чине подполковника командовал батальоном 2-го особого полка 1-й бригады, позже — полковник Особой бригады во Франции.
Георгий Готуа — организатор и командир особого «Русского Легиона Чести», который первым из всех союзных армий прорвал знаменитую «Линию Гинденбурга» в сражении 1-14 сентября 1918 года при Терни-Сорни и вступил в Майнц.
После Октябрьской революции находился в Добровольческой армии и ВСЮР: с начала 1919 года во 2-м армейском запасном батальоне, с 3 ноября 1919 года — командир 7-го запасного батальона. Генерал-майор.
Находился в эмиграции в Югославии с 1921 года, жил при Донском кадетском корпусе в г.Билеча.
Умер 13 января 1936 года. Похоронен в Белграде на Новом кладбище — месте упокоения многих русских эмигрантов.
Сын — Готуа Георгий Георгиевич, умер в 1971 году в Югославии, похоронен вместе с отцом. Ввиду невозможности воссоединения семьи остальные дети (Елена, Нина, Тамара и Константин) проживали вместе с матерью Еленой в Грузии.

## Награды
- Награждён Георгиевским оружием (18 марта 1915)[6].
- Также награждён другими орденами Российской империи:
  - Высочайшим приказом 19 декабря 1915 года утверждено пожалование орденом св. Владимира 4-й степени с мечами и бантом.
  - Высочайшим приказом 27 июня 1916 года объявлено Высочайшее благоволение;
  - Высочайшим приказом 2 сентября 1916 года утверждено пожалование Главнокомандующим Северо-Западным фронтом орденом Святого Станислава 2-й степени с мечами;
  - Высочайшим приказом 12 ноября 1916 года утверждено пожалование Главнокомандующим Западным фронтоморденом Святой Анны 2-й степени с мечами.
- На фотографии виден, в литературе упоминается[4] и в семье хранится Георгиевский крест 4-й степени.
- Имел иностранные награды, среди которых орден Почётного легиона и Военный крест.